# Отто Леффлер
Отто Леффлер (нім. Otto Löffler) — німецький льотчик-ас, лейтенант Прусської армії.

## Біографія
Отто Леффлер спочатку служив у гренадерському Короля Фрідріха-Вільгельма II полку №10, поки не отримав переведення в авіацію. Восени 1917 року він прибув у винищувальну ескадрилью «Бельке» і після довгого, повільного періоду вдосконалення майстерності став одним із провідних пілотів цієї ескадрильї, прослуживши в ній загалом 13 місяців. У вересні 1918 року Леффлер здобув 9 перемог — всі на винищувачі Fokker D.VII із двигуном BMW. 4-18 вересня виконував обов'язки командира ескадрильї, коли Карл Болле був у від'їзді. Леффлер також літав на Fokker Dr.I (190/17) і був двічі збитий, одного разу приземлившись на «нічийну землю» буквально за кілька метрів від британських траншей. Літаки Леффлера несли на фюзеляжі блідо-жовту смугу з білою окантовкою — кольори його колишнього гренадерського полку.
Всього на рахунку льотчика 15 повітряних перемог.

## Сім'я
Під час Другої світової війни його син Курт також став льотчиком-винищувачем, здобувши 26 перемог у складі 51-ї винищувальної ескадри.